# Aneta Slivneanu
Aneta Slivneanu (n. 5 ianuarie 1944, Voinești, România – d. 28 februarie 2012, Bârlad, Vaslui, România) a fost o politiciană comunistă. Aneta Slivneanu a fost membră în Comitetul Central al Partidului Comunist Român.
De asemenea, Aneta Slivneanu a fost deputată în Marea Adunare Națională. Aneta Slivneanu a fost primară a orașului Huși.
A primit „Ordinul Muncii“ (clasa a III-a).